# Thomas-Pluch-Drehbuchpreis
Der Thomas-Pluch-Drehbuchpreis wird seit 1993 jährlich vom Drehbuchverband Austria vergeben, mit dem Ziel Drehbuchautoren zu würdigen und den Nachwuchs zu fördern. Preisstifter ist das Österreichische Bundeskanzleramt, Sektion Kunst und Kultur. Benannt ist der Preis nach dem Drehbuchautor und Mitbegründer des Drehbuchverbandes Thomas Pluch (1934–1992).

## Der Preis
Der Preis wird seit 2014 in drei Kategorien verliehen:
- Thomas Pluch Hauptpreis für das beste Drehbuch für einen abendfüllenden Kinospielfilm oder einen abendfüllenden Fernsehfilm ab 70 Minuten
- Thomas Pluch Spezialpreis der Jury für ein Drehbuch mit besonders herausragend behandelten Aspekten, zu abendfüllenden Kinospielfilmen oder abendfüllenden Fernsehfilmen, wobei der Jury freisteht die Kategorie festzulegen.
- Thomas Pluch Preis für kurze oder mittellange Kino-Spielfilme

2017 ist der Hauptpreis mit 12.000 Euro, der Spezialpreis mit 7000 Euro und der Preis für kurze oder mittellange Kino-Spielfilme mit 3000 Euro dotiert. Eine nationale Jury prämiert den Preis für kurze oder mittellange Kino-Spielfilme und nominiert die Bücher für den Haupt- und Spezialpreis. Haupt- und Spezialpreis werden anschließend aus den nominierten Büchern von einer internationalen Jury vergeben. Die Preisverleihung erfolgt gemeinsam mit dem Carl-Mayer-Drehbuchpreis im Rahmen der Diagonale.
Von 2011 bis 2013 wurden neben dem Hauptpreis Würdigungspreise verliehen, bis 2010 neben dem Hauptpreis Förderpreise, seit 2014 gibt es neben dem Hauptpreis den Spezialpreis der Jury und den Preis für kurze oder mittellange Kino-Spielfilme.
Anlässlich des 30-jährigen Jubiläums wurde den Preisträgern 2022 erstmals neben den Geldpreisen eine Preisskulptur verliehen. Als Vorlage diente eine von Thomas Pluch verwendete Schreibmaschine der Marke Alpina aus dem Jahre 1956. Das verkleinerte, in Aluminium gegossene Modell dieser Schreibmaschine wurde von Dominikus Guggenberger gestaltet.

## Preisträger und Nominierte (Auswahl)

### Thomas Pluch Hauptpreis
- 1993: Paul Harather und Alfred Dorfer für Indien
- 1995: Reinhard Jud, Tom-Dariusch Allahyari und Houchang Allahyari für Höhenangst
- 1998: Stefan Ruzowitzky für Die Siebtelbauern
- 2001: Barbara Albert für Nordrand
- 2004: Barbara Albert für Böse Zellen
- 2005: Jessica Hausner für Hotel
- 2006: Michael Glawogger für Slumming
- 2007: Stefan Ruzowitzky für Die Fälscher[3]

- 2008: Ernst Gossner für South Of Pico
  - Ulrich Seidl und Veronika Franz für Import Export
  - Götz Spielmann für Revanche

- 2009: Arash T. Riahi für Ein Augenblick Freiheit
  - Libertad Hackl für Rimini
  - Klaus Händl für März

- 2010: Jessica Hausner für Lourdes
  - Uli Brée und Zoltan Paul für Unter Strom
  - Agnes Pluch, Robert Adrian Pejo und Günter Pscheider für Der Kameramörder

- 2011: Martin Ambrosch für Spuren des Bösen
  - Uwe Lubrich, Alfred Schwarzenberger, Michael Ostrowski, Andreas Prochaska für Die unabsichtliche Entführung der Frau Elfriede Ott
  - Marie Kreutzer für Die Vaterlosen
  - Silke Hassler, Peter Turrini, Elisabeth Scharang für Vielleicht in einem anderen Leben

- 2012: Markus Schleinzer für Michael
  - Barbara Eder für Inside America
  - Karl Markovics für Atmen

- 2013: Petra Ladinigg und Umut Dağ für Kuma
  - Rebecca Blasband und Antonin Svoboda für Der Fall Wilhelm Reich
  - Barbara Albert für Die Lebenden
  - Katharina Mückstein und Selina Gnos für Talea

- 2014: Götz Spielmann für Oktober November ; Agnes Pluch und Nikolaus Leytner für Die Auslöschung
  - Elfi Mikesch für Fieber
  - Sudabeh Mortezai für Macondo
  - Andreas Schmied für Die Werkstürmer

- 2015: Karl Markovics für Superwelt 
  - Jessica Hausner für Amour Fou
  - Marie Kreutzer für Gruber geht
  - Veronika Franz und Severin Fiala für Ich seh Ich seh
  - Andrina Mračnikar für Ma Folie

- 2016: Elisabeth Scharang  für Jack
  - Josef Hader, Wolfgang Murnberger, Wolf Haas für Das ewige Leben
  - Stephan Richter für Einer von uns
  - Sandra Bohle und Mirjam Unger für Maikäfer flieg
  - Stefan Hafner und Thomas Weingartner für Wenn du wüsstest, wie schön es hier ist

- 2017: Händl Klaus für Kater 
  - Michael Kreihsl für Liebe möglicherweise
  - Tizza Covi für Mister Universo
  - Pia Hierzegger für Die Notlüge
  - Monja Art für Siebzehn

- 2018: Kathrin Resetarits für Licht [4][5]
  - Stefan A. Lukacs für Cops
  - Adrian Goiginger für Die beste aller Welten
  - Ruth Mader und Martin Leidenfrost für Life Guidance
  - Clemens Setz, Sebastian Brauneis und Nicholas Ofczarek für Zauberer

- 2019: Christian Frosch für Murer – Anatomie eines Prozesses [6][7]
  - Markus Schleinzer und Alexander Brom für Angelo
  - Marie Kreutzer für Der Boden unter den Füßen
  - Sudabeh Mortezai für Joy
  - Gregor Schmidinger für Nevrland

- 2020: Johanna Moder für Waren einmal Revoluzzer [8]
  - Elisabeth Scharang für Herzjagen
  - Jessica Hausner und Geraldine Bajard für Little Joe
  - Karl Markovics für Nobadi
  - Sandra Wollner und Roderick Warich für The Trouble with Being Born

- 2021: Ulrike Kofler, Sandra Bohle, Marie Kreutzer für Was wir wollten nach Der Lauf der Dinge von Peter Stamm[9][10]
  - Hannes Starz für Another Coin for the Merry-Go-Round
  - Arman T. Riahi für Fuchs im Bau
  - Sabine Hiebler, Gerhard Ertl für Sargnagel – Der Film nach den Büchern Fitness und Statusmeldungen von Stefanie Sargnagel
  - Pia Hierzegger für Waidmannsdank nach Waidmannsdank von Alexandra Bleyer

- 2022: Thomas Reider und Sebastian Meise für Große Freiheit[1]
  - Marie Kreutzer für Landkrimi: Vier
  - Adrian Goiginger und Felix Mitterer für Märzengrund
  - C. B. Yi für Moneyboys (Lobende Erwähnung)[1]
  - Kurdwin Ayub für Sonne

- 2023: Marie Kreutzer für Corsage[11]
  - Adrian Goiginger für Der Fuchs
  - David Wagner für Eismayer
  - Ruth Mader, Martin Leidenfrost für Serviam – Ich will dienen
  - Tizza Covi für Vera

- 2024: Veronika Franz und Severin Fiala für Des Teufels Bad[12][13]
  - Pavo Marinković für Bosnischer Topf
  - Anja Salomonowitz für Mit einem Tiger schlafen
  - Antonin Svoboda und Markus Schleinzer für Persona Non Grata
  - Daniel Hoesl für Veni Vidi Vici

- 2025: Mo Harawe für The Village Next to Paradise[14][15]
  - Kurdwin Ayub für Mond 
  - Johanna Moder für Mother’s Baby
  - Alexandra Makarová für Perla

### Thomas Pluch Spezialpreis der Jury (seit 2014)
- 2014: Sudabeh Mortezai für Macondo
- 2015: Veronika Franz und Severin Fiala für Ich seh Ich seh
- 2016: Stefan Hafner und Thomas Weingartner für Wenn du wüsstest, wie schön es hier ist
- 2017: Monja Art für Siebzehn und Tizza Covi für Mister Universo
- 2018: Clemens Setz, Sebastian Brauneis und Nicholas Ofczarek für Zauberer
- 2019: Gregor Schmidinger für Nevrland
- 2020: Sandra Wollner und Roderick Warich für The Trouble with Being Born[8]
- 2021: Ex aequo an 
  - Arman T. Riahi für Fuchs im Bau
  - Pia Hierzegger für Waidmannsdank nach Waidmannsdank von Alexandra Bleyer[9][10]
- 2022: Kurdwin Ayub für Sonne[1]
- 2023: Tizza Covi für Vera
- 2024: Anja Salomonowitz für Mit einem Tiger schlafen
- 2025: Marie Luise Lehner für Wenn du Angst hast nimmst du dein Herz in den Mund und lächelst

### Thomas Pluch Förderpreise (bis 2010)
- 1993
  - Michael Cencig für Giulia Super
  - David Rühm für Die Flucht

- 1995
  - Regine Aster für Zug um Zug
  - Christiane Madsen-Julen und Walter Bretscher für Tschäss

- 1998
  - Goran Rebić für Jugofilm
  - Philipp Mosser und Bernhard Schmid für Elu Sonntag Sonderbar
  - Barbara Albert für Slidin' – Alles bunt und wunderbar

- 2001
  - Sabine Hiebler und Gerhard Ertl für Nogo
  - Jessica Hausner für Lovely Rita

- 2004
  - Andrea Maria Dusl für Blue Moon
  - Ulrike Schweiger für Twinni

- 2005
  - Michael Ramsauer für Echos
  - Jörg Kalt für Crash Test Dummies

- 2006
  - Johanna Moder und Pia Hierzegger für Her mit dem schönen Leben
  - David Schalko für Heaven

- 2007
  - Marie Kreutzer für White Box
  - Christoph Grissemann, Dirk Stermann, Heinz Strunk, Antonin Svoboda und Jörg Kalt für Immer nie am Meer[3]

- 2008
  - Lukas Miko für Das gefrorene Meer
  - Libertad Hackl und Lena Kammermeier für Bleiben will ich, wo ich nie gewesen bin

- 2009
  - Alexander Stecher für Das große Glück sozusagen
  - Katharina Mückstein für Die Vereinigung
  - Severin Fiala und Ulrike Putzer für Elefantenhaut

- 2010
  - Thomas Woschitz für Universalove
  - Jasmina Eleta für Fern & Nah
  - Anna Schwingenschuh für Herzerlfresser

### Würdigungspreise (2011–2013)
- 2011
  - Erwin Wagenhofer für Black Brown White
  - Houchang Allahyari für Die verrückte Welt der Ute Bock

- 2012
  - Thomas Reider und Sebastian Meise für Stillleben
  - Stefanie Franz für Papa

- 2013
  - Xaver Bayer, Tizza Covi und Rainer Frimmel für Der Glanz des Tages
  - Catalina Molina für Unser Lied
  - Jürgen Karasek für Novemberlichter

### Thomas Pluch Preis für kurze oder mittellange Kino-Spielfilme (seit 2014)
- 2014: Vanessa Gräfingholt, Clara Trischler und Jakob Pretterhofer für Tuppern
- 2015: Rafael Haider für Esel
- 2016: Maria Luz Olivares Capelle für Wald der Echos
- 2017: Nora Friedel für Mimikri
- 2018: Timothy Bidwell für Der Ausflug, nach einer Idee von Jürgen Karasek
- 2019: Albert Meisl für Die Schwingen des Geistes
- 2020: Stefan Langthaler für Fabiu[8]
- 2021: Ex aequo an
  - Klara von Veegh für Fidibus
  - Mo Harawe für Life on the Horn[10]
- 2022: Fatih Gürsoy für Neverinland[1]
- 2023: Kálmán Nagy für Das andere Ende der Straße
- 2024: Felix Krisai und Pipi Fröstl für Strangers Like Us